# マリウス・ヴォルフ
マリウス・ヴォルフ（Marius Wolf，1995年5月27日 - ）は、ドイツ・コーブルク出身のサッカー選手。ポジションはフォワード、ミッドフィールダー。FCアウクスブルク所属。

## 経歴
2014年10月26日のアイントラハト・ブラウンシュヴァイク戦でブンデス2部デビューを果たす。
2017年1月、アイントラハト・フランクフルトに期限付き移籍。2018年1月には完全移籍した。
2018年5月28日、ボルシア・ドルトムントに5年契約で移籍した。
2024年8月8日、FCアウクスブルクに3年契約で移籍した。